# Florian Werr
Florian Werr (geb. 25. November 1851 in Tauberbischofsheim; gest. 19. März 1917 in Uissigheim) war ein deutscher katholischer Pfarrer, Politiker und Publizist.

## Leben
Werr absolvierte seinen Militärdienst als Einjähriger und machte das Offiziersexamen. An der Universität Freiburg im Breisgau studierte er Katholische Theologie und wurde Mitglied der katholischen Studentenverbindung Hercynia im CV. Am 25. Juli 1876 wurde er zum Priester geweiht, erhielt aber wegen des Kulturkampfes zunächst keine Anstellung. 1880 wurde er Vikar in Ladenburg und 1888 Pfarrer in Rohrbach bei Heidelberg. 1891 war er Pfarrer in Uissigheim, 1903 Dekan des Landkapitels Tauberbischofsheim und 1916 Pfarrer in Werbach.
Neben seinem Beruf als Pfarrer engagierte sich Werr auch publizistisch und in der Politik. Von 1888 bis 1896 gab er die Academia heraus, das „Organ für den C.V. der katholischen deutschen Studentenverbindungen“, und veröffentlichte eine Geschichte des Cartellverbandes der katholischen Studentenverbindungen. Er war Vorsitzender der Zentrumspartei im 72. Landtagswahlkreis (Tauberbischofsheim) und Mitglied des Zentralkomitees der badischen Zentrumspartei. Von 1897 bis 1901 war er Mitglied der Zweiten Badischen Kammer.

## Veröffentlichungen
- Geschichte des Cartell-Verbandes der Katholischen Deutschen Studenten-Verbindungen. Hrsg. von Florian Werr, Jubelbeilage zum Korrespondenz-Blatt der Katholischen Deutschen Studenten-Verbindungen, Schöningh, Paderborn 1890; 2. verm. Auflage Germania, Berlin 1900.
- Appendix ad statuta capitularia archidoecesis Friburgensis, continens historiam capituli episcopiensis ad Tuberam. Tauberbischofsheim 1907.
- Geschichte des Pfarrdorfes Uissigheim. Tauberbischofsheim 1910.
- Priester aus Tauberbischofsheim. A. G. Frankonia, Tauberbischofsheim 1911.
- Liebfraubrunn bei Werbach. Wallfahrtsbüchlein für das katholische Volk. Frankonia, Tauberbischofsheim 1919.